# ロケットエンジンの推進剤
ロケットエンジンの推進剤（ロケットエンジンのすいしんざい）の記事では、ロケットエンジンないしロケットによる打上げのシステムにおける推進剤（プロペラント）に関する事項について述べる。

## 化学ロケットの推進剤
化学ロケットの場合は、燃料を燃焼させてエネルギーを得た後の排ガスを推進剤とするのが最も一般的であるため、多くの場合は単に燃料を推進剤と同一視する。燃料を、酸化剤と「酸化される」燃料とに分ける場合には、推進剤という語をその総称という意味で使うこともある。可能な性能や開発組織の技術力、安全性、コストなど、用途と目的によって燃料と酸化剤の組み合わせを変更する（変更できるエンジンもあるが、普通のエンジンでは変更できない。エンジンの設計を始める計画段階で通常は計算によって選択するものである）。燃料と酸化剤が両方とも液体のロケットは液体（燃料）ロケット、両方とも固体のロケットは固体（燃料）ロケットと呼ばれる。その他の、異なった相の物質の組合せで燃料とするエンジンはハイブリッドロケットと呼ばれる。
液体酸素と液体水素による液体燃料ロケットは、日本のH-IIロケット、欧州のアリアン5やアメリカのスペースシャトルのメインエンジン等で使用されている。固体燃料はM-Vロケット、ペガサスロケットなどのロケットやブースター (ロケット)、RATO、ICBM、ミサイル、RPG等に使われる。

### 固体燃料ロケット

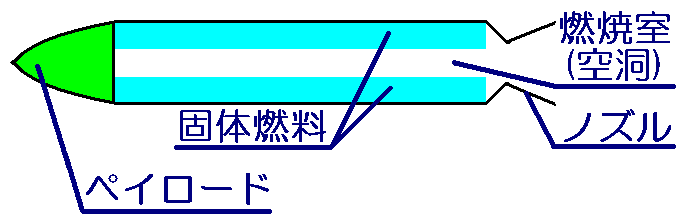
固体燃料ロケットの模式図

固体燃料ロケット（固体ロケット）は、固体の燃料と酸化剤を混錬してロケット本体に充填した固体燃料を使用するロケットである。単純な固体燃料ロケットは主にケース、ノズル、推進剤、点火器で構成される。液体燃料ロケットとは異なり使用時にはポンプなどの機械部品で燃料を燃焼室に移送することなくロケット内部の燃料へそのまま点火する。
初期の固体ロケットモーターには黒色火薬が用いられた。その後、ニトロセルロースとニトログリセリンを主体とした、黒色火薬より性能のいいダブルベース火薬が登場し、日本軍のロケット兵器ではこれが用いられていた。
第二次世界大戦の後には、コンポジット推進薬と呼ばれる固体燃料が開発された。これはブチルゴム、ポリウレタン、ポリブタジエン等の合成ゴム系の材料をアルミニウム (Al) などの金属粉、及び酸化剤と混錬したもので、酸化剤としては過マンガン酸カリウムや過塩素酸アンモニウム (ammonium perchlorate, AP) 等が用いられる。ゴムの基剤はそれ自体が燃料となるほか、酸化剤や金属粉の結合剤、および燃料の機械的性質を決定する。
過塩素酸アンモニウム等の塩素化合物を酸化剤として使用する場合、燃焼生成物には有毒で発癌性がありオゾン層を破壊し、酸性雨や地球温暖化の原因になる塩素化合物が含まれる。そのため、塩素等のハロゲンを含まない酸化剤の開発も進められている。

### 液体燃料ロケット

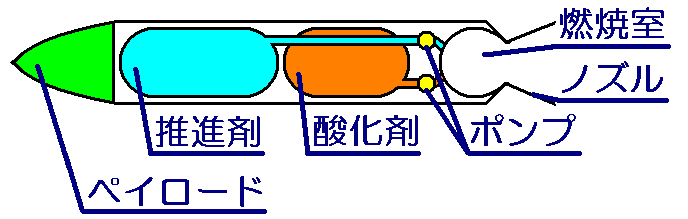
液体燃料ロケット(二液式)の模式図

液体燃料ロケット（液体ロケット）は、液体の燃料と酸化剤をタンクに貯蔵し、それをエンジンの燃焼室で適切な比率で混合して燃焼することで推力を発生させるロケットである。推進剤は燃焼器内に超臨界状態で噴射される。
固体燃料ロケットより複雑で信頼性に欠けるが、混合させるだけで自己着火するハイパーゴリック推進剤を使ったロケットは比較的単純である。さらに、人工衛星の姿勢制御エンジンなど一部には過酸化水素やヒドラジンのように触媒で分解する推進剤を使用する単純な構造の一液式のものもある。
第二次世界大戦で使用されたV2ロケットは酸化剤として液体酸素 (LOX)、燃料としてエタノール75%と水25%の混合物を使用していた。戦後のミサイルでは、燃料はケロシンやヒドラジン系に置き換わり、酸化剤は液体酸素、四酸化二窒素、硝酸等に置き換わっている。液体フッ素の使用やリチウムの添加など、現行のものより比推力の良い推進剤も提案されているが、毒性や発癌性、腐食性等の取り扱いの観点から現実的ではない。過去には推進剤に起因する事故が複数回起きている。
主な燃料系は以下のとおり:
- 二液式
  - ケロシン+液体酸素
  - 液体水素+液体酸素
  - 液化メタン+液体酸素
- 二液式（ハイパーゴリック推進剤）
  - ヒドラジン+硝酸
  - モノメチルヒドラジン+硝酸
  - 非対称ジメチルヒドラジン+四酸化二窒素
- 一液式
  - ヒドラジン
  - 過酸化水素

### ハイブリッドロケット
ハイブリッドロケットは、異なった相の物質を燃料（ここでは酸化剤との総称）とするエンジン（のロケット）である。
一般に固体と流体（液体乃至気体）という組合せが多く、流体側の流量を調整する事で、固体燃料を使いつつ、液体燃料ロケットと同様の燃焼制御(推力調整、再点火)が可能であることが特徴である。流体が一種類だけなので、液体燃料ロケットのように二種類の流体を扱う必要が無く、燃料系統が簡素化されることも利点である。現用の固体燃料の高性能酸化剤は大半が塩素化合物であり、一方、主流となると考えられている液体酸素や窒素酸化物を酸化剤に用いるハイブリッドロケットは、固体燃料ロケットに比べてより「クリーン」であるといえる。同様に現在開発ないし構想されている燃料の場合、現用の固体燃料と比べ燃焼生成物の分子量が小さいため比推力が高いということも利点である。固体燃料ロケットと比べ、安全性が比較的高いことなどから近年、国内の教育機関での研究が増えつつある。
他方、ハイブリッドロケットには二つの主要な欠点がある。一つ目は固体燃料ロケットと同様にロケット自体が頑丈だが重くなる点である。もう一つは酸化剤と燃料の適切な混合比での燃焼を維持する事が困難である点である。固体燃料は製造過程で酸化剤と燃料が適切な比率で混合されている。液体燃料の場合、燃料の混合は性能が事前に十分に検討されている燃焼室上部の燃料噴射機によって行われる。ハイブリッド燃料の場合、燃料と酸化剤の混合は、溶融または蒸発中の燃料表面で行われる。このような混合は十分に制御されうる事は無く、結果的に多くの燃料、酸化剤が未燃焼のままとなり、燃料効率と排気エネルギーが制限されることになる。これらを簡単にまとめて、液体と固体の欠点を併せ持つハイブリッドと自嘲されることもある。
固体・液体燃料ロケットに比べてハイブリッド燃料の開発事例はずっと少ない。即応性を求められる軍用ミサイルの場合、長期間の貯蔵が容易で運用と整備に利点がある固体燃料が主用され、衛星打ち上げロケットは、総じてハイブリッド燃料ロケットより性能が優れる液体燃料ロケットで開発が行われたためである。しかしながら最近は民間用の低軌道投入用ロケットでの開発事例が増えつつある。液体燃料ロケットの開発で知られる Reaction Research Society (RRS) はまたハイブリッドロケットを長く研究開発していることで知られている。近年、米国のいくつかの大学がハイブリッドロケットの実験を行っている。1995年、ユタ大学、及びユタ州立大学の学生は合同で Unity IV と呼ばれる固体燃料（末端水酸基ポリブタジエン、HTPB）と気体の酸素を用いるロケットを打ち上げ、2003年にはHTPBと窒素酸化物を推進剤に用いる、より大型化されたロケットを打ち上げている。またオレゴン州のポートランド州立大学では2000年の初めにいくつかのハイブリッドロケットを打ち上げている。
世界最初の民間開発による有人宇宙船スペースシップワンは、HTPB と亜酸化窒素を用いるハイブリッドロケットエンジンを採用している。二社のエンジンから燃焼時間-出力特性により選定された搭載エンジンは SpaceDev, Inc. によって製造されたものである。SpaceDev は NASA の ステニス スペースセンターの E1 テストスタンドで行われた AMROC (American Rocket Company) のハイブリッドロケットエンジンテストから収集された実験データを部分的に使用している。エンジンは最少推力 4.4 kN から最大推力 1.1 MN までの稼動テストが成功している。SpaceDev は AMROC が出資不足によって事業を停止した後、1998年に同社の特許や資産を購入している。
日本においては、首都大学東京湯浅研究室が国内初となるハイブリッドロケット打ち上げを2001年3月に行なったが、その後はエンジン研究に専念しており打ち上げは行なっていない。続いて、北海道大学などが中心となっている、プラスチック（ポリエチレン）を燃料、液体酸素を酸化剤とするCAMUIロケットが2002年3月に初の打ち上げを行ない、2005年3月には東海大学TSRPが4機目にして同団体初の自主開発エンジンを搭載し打ち上げ、2006年3月にTSRPが高度1kmに達したが回収に失敗、同年12月CAMUIが高度1kmに並び、2007年8月、CAMUIが3.5kmに到達したが回収に失敗した。その後2012年7月にCAMUIが高度7.5kmに到達し、回収にも成功した。これが2013年1月現在の国内ハイブリッドロケット最高到達高度となっている。

## 電気推進の推進剤
電気推進では基本的に化学的に不活性な物質を推進剤として用いる。燃料（エネルギー源）ではないため自由度が比較的あり、システムの簡略化という目的で、化学推進と同じ物質を使用する場合もある。

### 電熱加速
電熱加速では推進剤を加熱するだけであるから、使用される推進剤の種類に広い選択肢がある。しかし一般的には分子量が小さく、化学推進、特にRCSと共用が可能なヒドラジン、アンモニアなどが使用される。レジストジェットでは推進剤をヒータで加熱するだけ、DCアークジェットではアーク放電により推進剤を熱電離させるため、大抵の物質が使用できる。

### 静電加速
イオンスラスタでは主に電子衝突により均一なプラズマを生成するため、電離のしやすい物質が用いられる。これはホールスラスタでも同様である。初期には水銀が用いられ、現在ではキセノンが主な推進剤である。キセノンは加圧により密度が増し、タンクを省スペースにすることが出来るという利点がある。また、さらなる性能向上のため、アルゴンの使用も検討されている。

### 電磁加速
MPDスラスタではアークジェットと同様にアーク放電によるプラズマ生成を行うため、基本的に物質の種類は問わない。性能を確保するため、ヒドラジン、アンモニア、メタンなどが使用される。また実験室レベルではアルゴンや水素が用いられるが、前者は電気的特性がはっきりしているため、後者は格段に優れた性能を発揮するものの長期保存性に難がある。またPrinceton大学やモスクワ航空研究所では液体リチウムを使用して、極めて高い性能を発揮するスラスタを研究している。

### その他の電気推進
VASIMRはヘリコン･アンテナによりプラズマを生成するが、ヘリウムや重水素、アルゴンなどが用いられる。ただし、後段のヘリコン･アンテナによる再加熱を確実に行うために、中性粒子との衝突が頻繁でイオン加熱が阻害される物質は避けられる。
FEEP(Field Emission Electric Propulsion)やコロイドスラスタでは電界放出により荷電粒子を放出するため、液体セシウムやインジウムなどが用いられる。
PPT（パルス･プラズマ･スラスタ）は供給系統の簡略化のため、固体推進剤（テフロンなど）を使用するが、液体推進剤により性能の向上を図った研究も見受けられる。

## 原子力推進の推進剤
原子力推進には、電気推進に似た類型もある。
電気推進に似た類型の一例としては、水素を高温ガス炉で加熱して噴射する、核熱ロケットがある。

## ペットボトルロケット
ペットボトルロケットの推進剤は通常、水および空気で、エネルギー源は圧搾空気である。

## 光子ロケット
推進剤の代わりに光(光子)を噴射するロケット。1953年にオイゲン・ゼンガーが提唱したものであり、宇宙船の後端から光を出す事により、その反動で推進する事が可能となる。核物質を用いたものも考案されているが（en:Nuclear photonic rocket）、いずれも今日では実用化には至っていない。

## その他
レーザー光線を反射することによる推進システムであるレーザー推進や、宇宙ヨットなどは、光子（など）が推進剤である。